# Jack Elton Bresenham
Jack Elton Bresenham (nacido 11 de octubre de 1937 en Clovis) es un exprofesor estadounidense de ciencias de la computación.

## Biografía
Bresenham se jubiló tras 27 años de servicio en IBM como miembro del personal técnico superior en 1987. Fue profesor durante 16 años en la Universidad de Winthrop y tiene nueve patentes. Tiene cuatro hijos: Janet, Craig, Linda y David.
El algoritmo de Bresenham, desarrollado en 1962, es su innovación más conocida. Determina qué puntos de una trama bidimensional deben trazarse para formar una línea recta entre dos puntos dados, y se utiliza habitualmente para dibujar líneas en la pantalla del ordenador. Es uno de los primeros algoritmos descubiertos en el campo de la computación gráfica. El algoritmo del punto medio para circunferencias comparte algunas similitudes con su algoritmo de la línea y se conoce como el algoritmo del círculo de Bresenham.
- Ph.D., Stanford Universidad, 1964
- MSIE, Stanford Universidad, 1960
- BSEE, Universidad de Nuevo México, 1959